# مایک کیشکو
مایک کیشکو (انگلیسی: Maik Kischko؛ زادهٔ ۷ ژوئیهٔ ۱۹۶۶) بازیکن فوتبال اهل آلمان است.
از باشگاه‌هایی که در آن بازی کرده‌است می‌توان به باشگاه فوتبال ارتسگبیرگ آئو، باشگاه فوتبال کارل زایس ینا، باشگاه فوتبال بوخوم، و باشگاه فوتبال لوکوموتیو لایپزیگ اشاره کرد.